# J.J. Herrero
J.J. Herrero Giménez (Barcelona, 1973) es autor de novelas históricas y libros de divulgación histórica.

## Biografía
Licenciado en Historia y Geografía, se especializó en Antropología Social, estudiando en Barcelona y Londres. Posteriormente, completó estudios de posgrado en el campo de la Comunicación Audiovisual. Si bien profesionalmente, siempre se ha dedicado a la distribución cinematográfica, en el año 2006 empezó a colaborar con el sello editorial MT del Grupo Planeta, publicando sus dos primeras novelas, Ostfront 1943 y Talavera 1809. Tras un periodo en el que se centró en escribir artículos en publicaciones de divulgación histórica y crear el blog Si vis pacem, para bellum, dedicado a la historia militar, en 2022 regresó a las librerías con la publicación de su primer trabajo de no ficción Las Batallas de la Guerra de la Independencia.  
Está casado y es padre de dos hijos.

## Obras
- Ostfront 1943 (2006), Mt/Planeta, Barcelona
- Talavera 1809 (2009), Mt/Planeta, Barcelona
- Las Batallas de la Guerra de la Independencia (2022), HRM Ediciones, Zaragoza

- Datos: Q2880596